# 戰國†戀姬
《戰國†戀姬》是BaseSon在2013年12月20日發售的戀愛冒險類型美少女遊戲，戀姬系列的作品之一，2016年4月28日發售18禁版《戰國†戀姬X》，2021年7月21日由ENTERGRAM發售PlayStation 4版與任天堂Switch版。

## 故事
新田劍丞在儲藏室接觸到日本刀後與這把刀一起被傳送到異世界，清醒後從眼前的少女織田三郎久遠信長口中得知自己來到日本戰國時代，在久遠的邀請下劍丞成為她的夫君一起來完成統一天下的目標。但是與劍丞所認知的歷史不同，特別是這裡存在會吃人的「鬼」。

## 角色
新田劍丞
本作的男主角，北郷一刀的甥子，在母親過世後被一刀收養並且在他的指導下學習劍術。由於劍丞是在桶狹間之戰中從天而降而有「田樂狹間的天上人」的稱呼。
織田久遠信長（聲優：森永有栖）
本作的女主角，織田家的領主。
木下陽代子秀吉（聲優：御苑生芽衣）
劍丞隊的隊長。原本是久遠的僕人，在劍丞與久遠的部下們比武後被任命新職務。
足利一葉義輝（聲優：遙空）
室町幕府將軍。
浅井眞琴長政（聲優：松木恵梨佳→葵時緒）
浅井家的領主。
松平葵元康（聲優：真中海）
松平家的領主，久遠的同盟。
長尾美空景虎（聲優：春乃いろは）
長尾家的領主。
鈴木重秀（聲優：無→鈴田美夜子）
雜賀眾的領主，鐵炮隊「八咫烏隊」隊長。
武田光璃晴信（聲優：白雪碧）
武田家的領主。
今川鞠氏真（聲優：真宮ゆず）
今川家的領主。
北條朔夜氏康（聲優：井村屋ほのか）
北條家的領主，《戰國†戀姬X》的新角色。

## 主題曲
戰國†戀姬片頭曲
作詞：飛蘭，作曲、編曲：Shade，主唱：飛蘭
戰國†戀姬X片頭曲「Reachable」
作詞：Ilynn，作曲：Shade，編曲：CODY，主唱：Ilynn
插入曲
作詞：Maamie，作曲、編曲：Shade，主唱：榊原ゆい
插入曲
作詞：kirina，作曲、編曲：，主唱：佐藤ひろ美
片尾曲
作詞：kirina，作曲、編曲：，主唱：茶太

## 相關作品

### 漫畫
由一迅社於2014年2月25日發售的漫畫選集共一冊。
由天海雪乃作畫漫畫，於《電撃G'sコミック》Vol.1至2016年7月號期間連載，單行本共3冊。
由華師作畫，於《月刊Comic電擊大王》2014年6月號至2015年7月號期間連載，單行本共2冊。
由ひさまくまこ作畫，於《電撃HIME》2014年6月號至2015年2月號期間連載，單行本共3冊。

### 設定集
由enterbrain於2014年7月11日發售。
由enterbrain於2016年12月9日發售。

### 遊戲
2016年10月3日上市的柏青哥，由藤商事發行。

## 評價
《戰國†戀姬》在2013年萌系遊戲大賞舉辦的排名中獲得最佳影片獎金獎，由Getchu.com舉辦的美少女遊戲大賞2013中獲得綜合部門第11名、影片部門第8名，由DMM.com舉辦的2015年PC遊戲年間排名BEST100中獲得第3名。《戰國†戀姬X》在2016年萌系遊戲大賞舉辦的排名中獲得準大獎，另外在由Getchu.com舉辦的美少女遊戲大賞2016中獲得綜合部門第10名。

## 外部連結
- 戰國†戀姬官方網站 （页面存档备份，存于）（日語）
- 戰國†戀姬X官方網站 （页面存档备份，存于）（日語）
- PS4/NS版官方網站 （页面存档备份，存于）（日語）